# TL Ultralight TL-2000 Sting
TL Ultralight TL-2000 Sting je dvosedežno ultralahko enomotorno letalo, zasnovano na Češkem v devetdesetih letih dvajsetega stoletja.

## Različice
TL-2000 StingCarbon
Povsem CFRP različica, predstavljena leta 2002, ki je pridobila češki certifikat. Njegov razpon se je zmanjšal za 760 mm (30 in) in dolžino za 570 mm (22,4 in), čeprav se je prazna teža povečala za 10 kg (22 lbs).
TL 2000 RG
Model z izvlečnim menjalnikom s potovalno hitrostjo 285 km/h (177 mph), ki je bil napovedan pred prvim poletom na Aero '03 v Friedrichshafnu .
TL StingSport
US model SLSA, predstavljen leta 2005
TL-2000 Sting S3
Model, napovedan pri Sun'n'Fun, Lakeland, Florida, nasledi StingSport. To je napredna različica StingSport z novim, stožčastim krilom večjega razpona (9.11 m ali 29 ft 11 in), površino in razmerje stranic ter z večjimi zavihki . Ima višjo raven instrumentov in motor Rotax 912 ULS.
TL-2000 Sting S4
Model, predstavljen leta 2010, je izboljšana različica S3. Vključuje revidiran nadstrešek, pilotsko kabino, nosno podvozje in oklep motorja. Standardni motorji, ki so na voljo, so 80 hp (60 kW) Rotax 912UL, 100 hp (75 kW) Rotax 912ULS in 912iS ter turbopolnilnik 115 hp (86 kW) Rotax 914 štiritaktni agregati.   
TL-2000 Sting S4 RG
Različica S4 z izvlečnim menjalnikom z največjo hitrostjo 285 km/h (154 kn) . Standardni motorji, ki so na voljo, so 100 hp (75 kW) Rotax 912ULS in 912iS ter turbopolnilnik 115 hp (86 kW) Rotax 914 štiritaktni agregati. 

## Zgodovina delovanja
Od sredine leta 2010 je bilo v evropskih civilnih registrih 202 TL-96 Stars in 153 TL-2000 Stingov.

## Nesreče
- 2003 Nizozemska po ne uspešnem pristanku je prišlo do izgube kontrole nad letalom obe osebi so umrle.
- 2015 Slovenija zrakoplov je vstopilo v vrij na prenizki višini, obe osebi na krovu so umrle.
- 2020 Nemčija zrakoplov je utrpelo strukturno okvaro in strmoglavilo v stanovanjsko stavbo. V nesreči sta umrla obe osebi v letalu in ena ženska v stanovanju, v katerega je trčil. [3]
- 2022 Češka popolnoma nov zrakoplov je strmoglavil in zagorel med testnim letom obe osebi na krovu so umrle.
- 2023 Izrael zrakoplov je naredil prisilni pristanek na avtocesti in zagorel obe osebi na krovu so umrle.

## Specifikacije (Rotax 912)
- Capacity: 2
- Length: 6.50 m (21 ft 4 in)
- Wingspan: 9.20 m (30 ft 2 in)
- Height: 2.15 m (7 ft 1 in)
- Wing area: 12.20 m2 (131.3 sq ft)
- Empty weight: 265 kg (584 lb)
- Gross weight: 450 kg (992 lb) limited by European ultralight category
- Fuel capacity: 50 L (11.0 Imp gal, 13.2 US gal)
- Powerplant: 1 × Rotax 912 UL-DCDI air/water-cooled flat four
- Propellers: 3-bladed Albastar, composite

Performance
- Maximum speed: 255 km/h (158 mph, 138 kn)
- Cruise speed: 220 km/h (140 mph, 120 kn) at 75% power
- Stall speed: 63 km/h (39 mph, 34 kn)
- Never exceed speed: 275 km/h (171 mph, 148 kn)
- Range: 1,000 km (620 mi, 540 nmi)
- Maximum glide ratio: 16:1 power off
- Rate of climb: 6.0 m/s (1,180 ft/min) max, at sea level